# Восточнофранкские диалекты

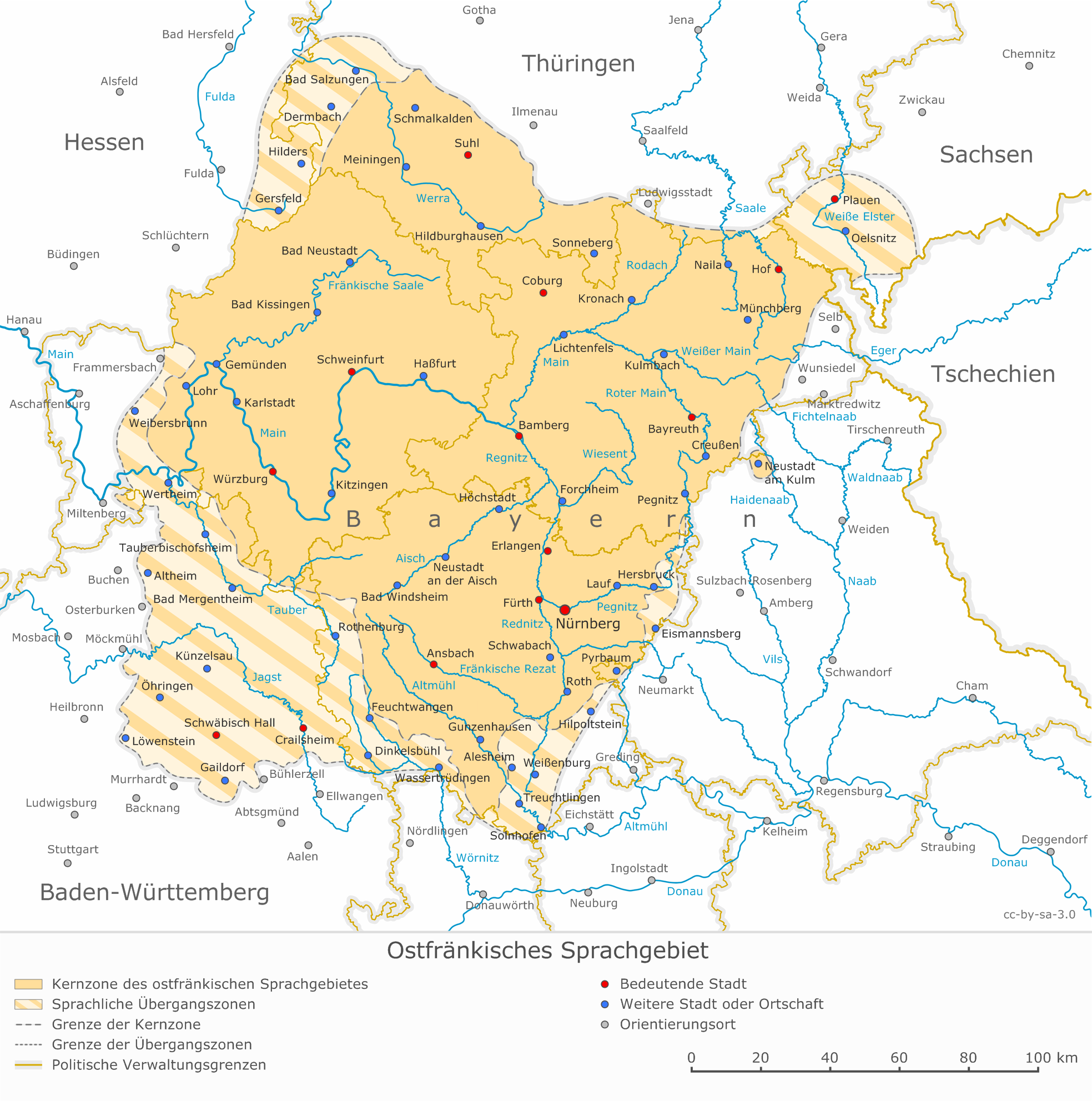
Восточнофранкские диалекты

Восточнофра́нкские диале́кты (нем. Ostfränkisch) — группа немецких диалектов, принадлежащих к франкским диалектам южнонемецкого языка. Существует несколько точек зрения относительно того, как именно классифицировать восточнофранкские диалекты: как исключительно южнонемецкие или как средненемецкие. Часто восточнофранкские диалекты называют просто франкскими (что абсолютно неверно с точки зрения диалектологии, ведь франкские диалекты распространены в Нидерландах и в области распространения западносредненемецких диалектов).
Восточнофранкские (собственно франкские или франконские) диалекты распространены прежде всего в Баварии (округа Верхняя Франкония, Нижняя Франкония, Средняя Франкония), а также в Тюрингии (на юге), Баден-Вюртемберге (на северо-востоке) и Гессене (на востоке).

## Классификация
Linguasphere Register (1999/2000, стр. 431, 52-ACB-dj) выделяет следующие диалекты в составе восточнофранкских:
- Хоэнлоэнский диалект (Hohenlohisch) — северо-восток Баден-Вюртемберга: города Крайльсхайм, Швебиш-Халль, Гераброн, Кюнцельзау, Эринген, Ротенбург-об-дер-Таубер, Бад-Мергентхайм, Вайкерсхайм)
- Ансбахский диалект (Ansbachisch) — Бавария, округ Средняя Франкония: города Ансбах, Нойштадт-ан-дер-Айш
- Майнфранкские диалекты (Mainfränkisch)

- Таубергрюндский диалект (Taubergründisch) — Бавария, округ Нижняя Франкония (Кройцвертхайм, Зондерхофен, Ойерхаузен) и Баден-Вюртемберг (Таубербишофсхайм, Вертхайм)
- Рёнский диалект (Rhöner Platt) — Бавария, округ Нижняя Франкония (Бишофсхайм-ан-дер-Рён, Бад-Киссинген); Гессен (Герсфельд, Хильдерс), Тюрингия (Бад-Зальцунген)
- Нижнефранконский диалект (Unterfränkisch) — Бавария, округ Нижняя Франкония: города Вюрцбург, Швайнфурт
- Грабфельдский диалект (Grabfeldisch) — Бавария, округ Нижняя Франкония (Бад-Кёнигсхофен-им-Грабфельд, Мельрихштадт) и Тюрингия (Рёмхильд, Франкенхайм-на-Рёне)
- Хеннебергский диалект (Hennebergisch) — Тюрингия: Шмалькальден, Майнинген, Целла-Мелис, Зуль, Шлойзинген
- Ицгрюндский диалект (Itzgründisch) — Бавария, округ Верхняя Франкония (Кобург, Нойштадт-бай-Кобург, Михелау) и Тюрингия: (Зоннеберг, Хильдбургхаузен)
- Бамбергский диалект (Bambergisch) — Бавария, округ Верхняя Франкония: Бамберг, Форххайм

- Верхнефранконский диалект (Oberfränkisch) — Бавария, округ Верхняя Франкония: Байройт, Бургунштадт, Кронах, Кульмбах, Хоф
- Фогтландский диалект (Vogtländisch) — Бавария, округ Верхняя Франкония (Тёпен, Йодиц (община Кёдиц) и Саксония (Плауэн, Клингенталь); до 1945 года — также в Судетской области в Чехии (город Аш)
- Нюрнбергский диалект (Nürnbergisch) — Бавария, округ Средняя Франкония: окрестности города Нюрнберг